# PAE Weria
PAE Weria (gr. Π.Α.Ε. Βέροια) – grecki klub piłkarski, grający obecnie w Gamma Ethniki, mający siedzibę w mieście Weria, leżącym w regionie Macedonia.

## Historia
Klub został założony w 1960 w wyniku fuzji dwóch lokalnych zespołów Hermes i Vermio. W swojej historii nie osiągnął większych sukcesów poza grą w pierwszej lidze greckiej. Ostatni raz na najwyższym szczeblu rozgrywek w kraju występował w sezonie 2007/2008, jednak zajmując przedostatnią 15. pozycję spadł z ligi.

## Reprezentanci kraju grający w klubie
- Aleksios Aleksandris
- Minas Chadzidis
- Pandelis Kafes
- Nikos Kyzeridis
- Anastasios Mitropulos
- Jeorjos Nasiopulos
- Andreas Niniadis
- Nikos Sakelaridis
- Panajotis Tsaluchidis
- Lukas Windra
- Zdeněk Hruška
- František Jakubec
- Lucien Mettomo
- Emmanuel Ekwueme
- Juan Bazalar
- Luis Guadalupe
- Jorge Huaman
- José Mendoza
- Ștefan Stoica
- Radovan Krivokapić
- Goran Stevanović
- Ricardo Páez
- / Ołeh Protasow
- / Emmanuel Olisadebe
- Radosław Majewski